# Sassan
Sassan (auch Sasan; mittelpersisch 𐭮𐭠𐭮𐭠𐭭 Sāsān [Inschriftliche Pahlavi], neupersisch ساسان, DMG Sāsān) galt in der Spätantike als eponymer Stammvater der neupersischen Dynastie der Sassaniden, der um 200 n. Chr. gelebt haben soll.
Über die historische Persönlichkeit Sassan ist kaum etwas gesichert. Es gibt mehrere, teils widersprüchliche Erzählungen. Einer Erzählung Tabaris zufolge, die erst Jahrhunderte nach dem Untergang der Sassaniden niedergeschrieben wurde, allerdings wohl auf sassanidischen Quellen beruht, war Sassan der Vater Papaks (auch Pabag oder Babak), des Vaters Ardaschirs I., und Vorsteher (Oberpriester) des Feuertempels der Anahita in Istachr bei Persepolis. Dem Karnamag-i Ardaschir-i Pabagan (Das Tatenbuch Ardaschirs) zufolge, ein späteres mittelpersisches Werk, war Sassan hingegen der Schwiegervater Papaks. Nach einer anderen Version war Sassan ein Hirte. Papak erzählte man, dass der Sohn Sassans eines Tages ein mächtiger Herrscher werden würde, und so gab er ihm seine Tochter zur Frau. 
Problematisch ist die Rekonstruktion der frühen Sassaniden schon deshalb, weil sie selbst über die verwandtschaftliche Beziehung zwischen Sassan und Papak schweigen: In der bekannten Inschrift von Naqsch-e Rostam aus der Zeit Schapurs I., des Sohnes Ardaschirs, werden die Vorfahren der Sassaniden aufgezählt, wobei als Vater Ardaschirs Papak genannt wird, aber nicht weiter auf die verwandtschaftliche Verbindung zum ebenfalls dort genannten Sassan eingegangen wird. Sassan wird dort zwar als ein Großer bezeichnet (xwadāy), also als Adelsangehöriger, Papak hingegen als šāh (König).
Fest steht nur, dass die Sassaniden als ihren Stammvater nicht Papak, sondern Sassan ansahen. Es ist aber möglich, dass Sassan nur eine legendenhafte Person gewesen ist, auf die sich die Sassaniden beriefen, ähnlich wie die Achämeniden sich auf Achaimenes zurückführten.
Heute ist Sassan im orientalischen Sprachraum ein gebräuchlicher Vorname.